# Rivolta di Creta del 1363-1366
La rivolta di Creta del 1363-1367, nota come rivolta di San Tito, fu l'ultima e la più importante delle ribellioni che opposero gli abitanti dell'isola greca alla Repubblica di Venezia. Fu organizzata da coloni veneziani contrari alla pesante tassazione imposta dal governo centrale.

## Premesse
All'inizio del Trecento Creta non fu particolarmente danneggiata dalle scorrerie dei Turchi che imperversavano nel Mediterraneo orientale. Anzi, grazie a una serie di accordi l'isola poté giovare dei commerci con gli emiri e i suoi mercanti ebbero la facoltà di costituire una colonia commerciale a Palatia (Mileto) e di insediare nella stessa città e a Teologo (Efeso) un console.
Negli anni 1340 questa situazione favorevole venne compromessa dall'insorgere di un'offensiva cristiana contro i Turchi, sfociata più tardi nella crociata alessandrina. L'economia cretese subì un duro colpo a causa dell'interruzione degli scambi. In aggiunta, agli abitanti furono imposte nuove tasse per armare due galee da impiegare nella guerra del 1332-1333; esse finirono per gravare su tutti i ceti, dai nobili al popolo passando per gli ecclesiastici.
All'epoca la società dell'isola vedeva al vertice un'aristocrazia costituita da feudatari del patriziato veneziano e da famiglie dell'originaria nobiltà bizantina. Queste due compagini per certi versi risultavano assai differenti fra loro, ma per altri mostravano una comunità di interessi, e certamente si ritrovarono d'accordo di fronte alla politica oppressiva attuata dal governo centrale.

## Inizio della rivolta
L'8 giugno 1363 il Senato inasprì i provvedimenti fiscali nei confronti di Creta: la tassazione preesistente venne aggravata, furono imposti dazi sulle merci importate ed esportate, si appesantirono gli obblighi militari cui erano tenuti i feudatari veneziani; in aggiunta, fu promosso un censimento dei contadini per poter meglio percepire imposte e prestazioni. Nell'agosto seguente furono emanate nuove norme sulle prestazioni militari, imponendo, tra l'altro, che tutti gli abitanti dell'isola dovessero essere armati e a disposizione del governo.
Per i cretesi e i coloni veneziani la misura fu colma e il 9 agosto iniziò la rivolta. Alla testa dei feudatari veneziani si trovavano esponenti dei Venier e dei Gradenigo, appoggiati da famiglie della nobiltà cretese, in particolare i Kalergis. La ribellione si estese in breve a tutta l'isola e come primo atto vennero arrestati il duca (come era detto il rettore veneziano) Leonardo Dandolo, i suoi due consiglieri e altri cittadini veneziani. Al suo posto venne nominato un nuovo governatore, Marco Gradenigo, e si innalzò lo stendardo di san Tito, il destinatario della lettera paolina ritenuto fondatore della Chiesa cretese.

## Reazione veneziana
Inizialmente la Serenissima tentò le vie diplomatiche inviando un'ambasceria. Intervenne anche papa Urbano V il quale, preoccupato che la sommossa potesse compromettere la realizzazione dell'imminente crociata, diede incarico all'arcivescovo di Candia Pietro Tommaso di mediare tra la Repubblica e i ribelli.
Le trattative non diedero tuttavia effetti e si passò all'intervento armato. Dapprima, però, Venezia si occupò di isolare i ribelli, assicurandosi la neutralità degli altri Stati (fra cui l'eterna rivale Genova) e cercando il sostegno degli Skordilis, famiglia nemica dei Kalergis.
Dopo che le mude di Cipro e di Alessandria avevano tentato, inutilmente, di conquistare Sitia, salpò alla volta di Creta una flotta di dieci galee per attuare il blocco navale dell'isola. Nel frattempo si approntò un esercito, dando disposizioni a Giuliano de Baldachinis e al notaio Damiano di arruolare mercenari in Romagna e nelle Marche. Inoltre, erano giunti a Venezia i soldati del conte di Savoia che, prima di raggiungere la Terra Santa per combattere la crociata, avrebbero fatto tappa a Creta per appoggiare la Serenissima. Per il comando delle truppe venne proposto Luchino Dal Verme, il quale accettò l'incarico il 28 marzo 1364.
Mentre Angelo Michiel raggiungeva la Turchia per acquistare vettovaglie e frumento, in Boemia veniva assoldato un gruppo di minatori da impiegare come genieri. Infine, i dieci capi della rivolta furono condannati a morte, sentenza da eseguire non appena fossero stati catturati.

## Fine del conflitto
L'esercito, salpato il 10 aprile, giunse a Candia il 6 o il 7 maggio successivi e la sua forza fu travolgente. Molti veneziani, restii ad usare la forza contro la madrepatria e nella speranza di mantenere vita e averi, si arresero subito e soltanto i Greci combatterono con decisione. Molti cercarono rifugio sulle montagne dell'interno, altri ripararono oltremare.
Il 10 maggio il capoluogo era già sotto il controllo dei soldati del Dal Verme, che si abbandonarono a saccheggi e devastazioni (tanto da suscitare l'intervento dei provveditori e dello stesso condottiero). Nei giorni successivi caddero una dopo l'altra le altre città dell'isola.
Quattro dei dieci condannati vennero giustiziati: Paolo Querini, capo dei ribelli di Retimo, Marco Gradenigo, governatore di Candia, Marco Fradello e Gabriele dell'Abate, consiglieri. Agli esponenti dei Gradenigo e dei Venier furono inflitte condanne di varia entità, in proporzione al loro coinvolgimento; le famiglie vennero disperse, confinando i membri in varie località dei domini veneziani. Chi, invece, era riuscito a fuggire venne bandito dalla Repubblica e dai paesi in cui essa esercitava la propria influenza, e i suoi beni confiscati. Il 4 giugno giunse nella capitale la notizia della vittoria, celebrata con cerimonie religiose, giostre e tornei (descritti da Francesco Petrarca in una delle sue Seniles).
In realtà la guerriglia continuò sino alla metà del 1367, concentrandosi specialmente nella piana di Lasithi. Il 16 febbraio 1366, per soffocare definitivamente la ribellione, furono nominati cinque provveditori; tra questi Nicolò Trevisan e Nicolò Giustinian, che nel giugno conquistarono Anopoli, l'ultima roccaforte ancora in mano ai rivoltosi, i quali furono arrestati e decapitati. Da un documento cretese è noto che la rivolta viene dichiarata ufficialmente conclusa il 17 aprile 1367. Secondo la cronaca di Gian Giacomo Caroldo la notizia giungerà a Venezia nel maggio dello stesso anno. Al termine del conflitto, il pascolo e l'agricoltura vennero vietate in quella zona e solo nel 1497 l'ordinanza venne revocata.
In seguito a questo eventi si decise di rendere definitiva la carica di capitano di Creta, il funzionario preposto alla difesa dell'isola e al mantenimento dell'ordine interno.